# Paul Destribaud
Paul Aimé Napoléon Destribaud ou d'Estribaud, né le 4 octobre 1831 à Paris et mort le 6 décembre 1911 à Montrouge, est un compositeur français.

## Biographie
Élève d'Hippolyte-Raymond Colet, on lui doit les musiques de plusieurs chansons de la fin du XIXe siècle sur des paroles, entre autres, de Victor Hugo, Alfred de Musset, Jules Méry, Charles-Marie Leconte de Lisle ou Jules Brésil ainsi que des mélodies pour chant, des barcarolles, fantaisies, préludes, églogues ou sérénades pour piano et des musiques de scène. 
Sa Danse funèbre pour piano (1878) est illustrée par Gustave Doré. Malgré les éloges de la presse, il abandonne la composition au début des années 1880 pour se consacrer à la bourse.